# Nordisk kombination vid olympiska vinterspelen 2014

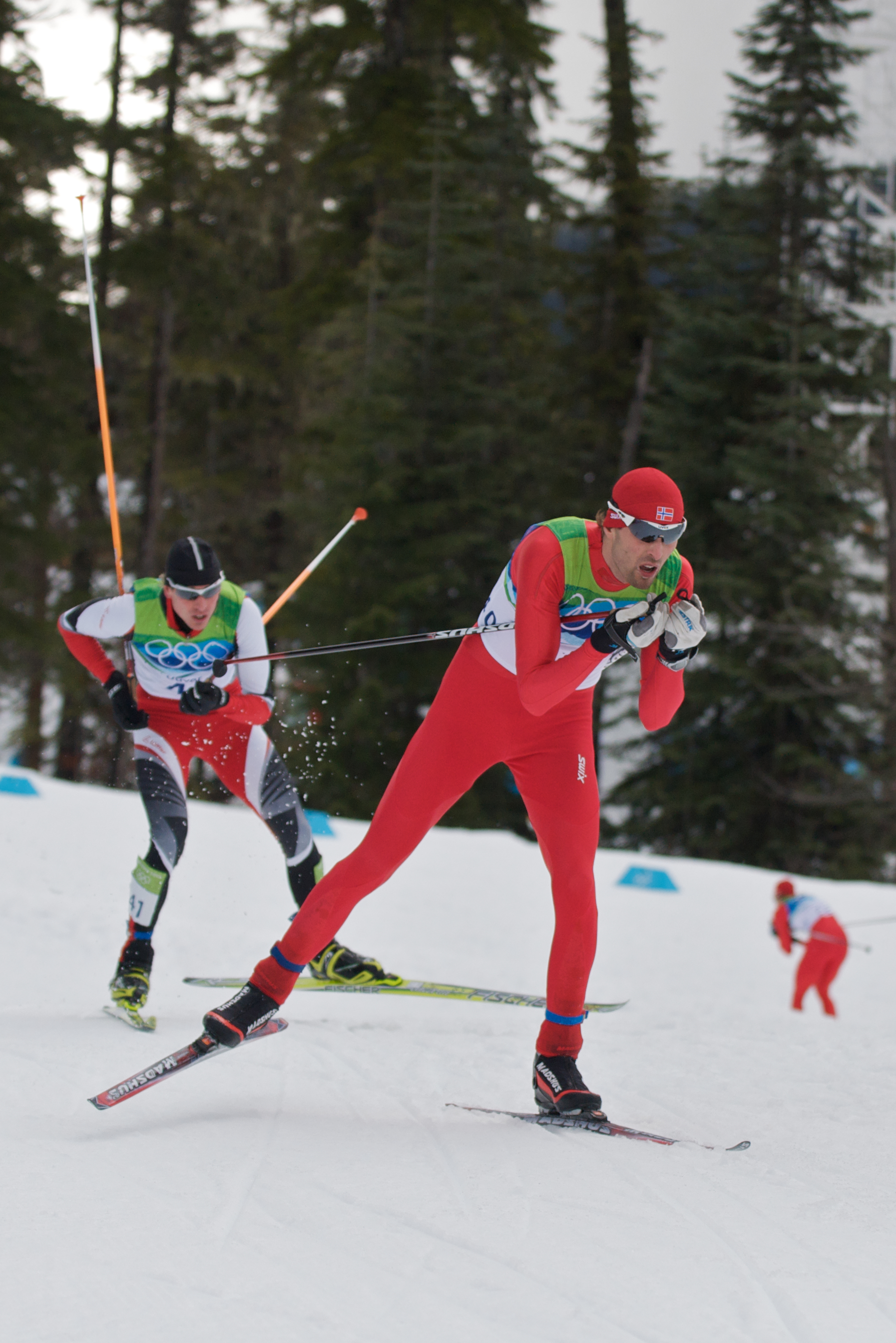
Duell mellan från Norges Magnus Moan och Österrikes Felix Gottwald i längdskidspåren, under OS 2010.

Nordisk kombination vid olympiska vinterspelen 2014 hölls vid Russkie Gorki hoppkomplex, i Krasnaja Poljana, Ryssland, den 12 och 20 februari 2014. I nordisk kombination tävlar enbart herrar i tre grenar: individuellt i normal- och stor backe samt i en lagtävling.
Även backhoppningen genomfördes på denna anläggning, som ligger cirka 60 km från OS-byn i Sotji.

## Program
| Datum       | Lokal tid | Gren                     |
| ----------- | --------- | ------------------------ |
| 12 februari | 13:30     | Herrarnas normalbacke    |
| 12 februari | 16:30     | Herrarnas 10 km          |
| 18 februari | 13:30     | Herrarnas stora backe    |
| 18 februari | 22:00     | Herrarnas 10 km          |
| 20 februari | 12:00     | Herrarnas lag stor backe |
| 20 februari | 15:00     | Herrarnas lag 4 x 5 km   |

## Medaljsummering
| Gren                     | Guld                                                          | Guld                                                          | Silver                                                                | Silver                                                                | Brons                                                                  | Brons                                                                  |
| ------------------------ | ------------------------------------------------------------- | ------------------------------------------------------------- | --------------------------------------------------------------------- | --------------------------------------------------------------------- | ---------------------------------------------------------------------- | ---------------------------------------------------------------------- |
| Normal backe Detaljer... | Eric Frenzel Tyskland                                         | Eric Frenzel Tyskland                                         | Akito Watabe Japan                                                    | Akito Watabe Japan                                                    | Magnus Krog Norge                                                      | Magnus Krog Norge                                                      |
| Stor backe Detaljer...   | Jørgen Graabak Norge                                          | Jørgen Graabak Norge                                          | Magnus Hovdal Moan Norge                                              | Magnus Hovdal Moan Norge                                              | Fabian Riessle Tyskland                                                | Fabian Riessle Tyskland                                                |
| Lagtävling Detaljer...   | Norge Jørgen Graabak Håvard Klemetsen Magnus Krog Magnus Moan | Norge Jørgen Graabak Håvard Klemetsen Magnus Krog Magnus Moan | Tyskland Eric Frenzel Björn Kircheisen Fabian Riessle Johannes Rydzek | Tyskland Eric Frenzel Björn Kircheisen Fabian Riessle Johannes Rydzek | Österrike Christoph Bieler Bernhard Gruber Lukas Klapfer Mario Stecher | Österrike Christoph Bieler Bernhard Gruber Lukas Klapfer Mario Stecher |

### Medaljtabell
| Pl. | Nation    | Guld | Silver | Brons | Totalt |
| --- | --------- | ---- | ------ | ----- | ------ |
| 1   | Norge     | 2    | 1      | 1     | 4      |
| 2   | Tyskland  | 1    | 1      | 1     | 3      |
| 3   | Japan     | 0    | 1      | 0     | 1      |
| 4   | Österrike | 0    | 0      | 1     | 1      |
|     | Totalt    | 3    | 3      | 3     | 9      |